# Alexandros Panagoulis

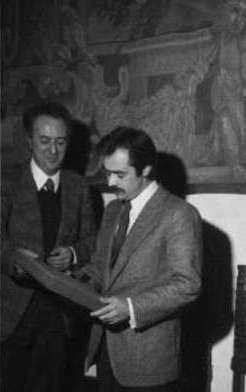
Panagoulis em Florença (1973), com (à sua direita) Luigi Tassinari, presidente da Província de Florença

Alexandros Panagoulis (em grego: Αλέξανδρος Παναγούλης; 2 de julho de 1939 - 1 de maio de 1976) foi um político e poeta grego. Ele teve um papel ativo na luta contra o Regime dos Coronéis (1967-1974) na Grécia. Ele ficou famoso por sua tentativa de assassinato do ditador Georgios Papadopoulos em 13 de agosto de 1968, mas também pelas torturas a que foi submetido durante sua detenção. Após a restauração da democracia, ele foi eleito para o parlamento grego como membro da União do Centro.

## Resistência à ditadura
Alexandros Panagoulis participou ativamente na luta contra o Regime dos Coronéis. Ele desertou do exército grego por causa de suas convicções democráticas e fundou a organização Resistência Nacional. Ele se auto-exilou em Chipre para desenvolver um plano de ação. Ele voltou para a Grécia onde, com a ajuda de seus colaboradores, organizou o atentado de 13 de agosto de 1968 contra Papadopoulos, perto de Varkiza. A tentativa falhou e Panagoulis foi preso.
Em uma entrevista concedida após sua libertação, a jornalista italiana Oriana Fallaci citou Panagoulis dizendo: Eu não queria matar um homem. Não sou capaz de matar um homem. Eu queria matar um tirano. Ele também afirmou que não se arrependia de sua tentativa de matar Papadopoulos, pois "ele destruiu o governo legal - aboliu as liberdades do povo".
Panagoulis foi julgado pelo Tribunal Militar em 3 de novembro de 1968, condenado à morte com outros membros da Resistência Nacional em 17 de novembro de 1968 e posteriormente transportado para a ilha de Egina para cumprimento da sentença. Como resultado da pressão política da comunidade internacional, a junta se absteve de executá-lo e, em vez disso, o encarcerou na prisão militar de Bogiati (Boyati), perto de Atenas, em 25 de novembro de 1968.
Alexandros Panagoulis recusou-se a cooperar com a junta e foi submetido a tortura física e psicológica. Ele escapou da prisão em 5 de junho de 1969. Ele logo foi preso novamente e enviado temporariamente para o campo de Goudi. Ele acabou sendo colocado em confinamento solitário em Bogiati, de onde tentou escapar sem sucesso em várias ocasiões.
Ele teria recusado as ofertas de anistia da junta. Em agosto de 1973, após quatro anos e meio de prisão, ele se beneficiou de uma anistia geral que o regime militar concedeu a todos os presos políticos durante uma tentativa fracassada de Papadopoulos de liberalizar seu regime. Panagoulis se autoexilou em Florença, Itália, a fim de continuar a resistência. Lá ele foi hospedado por Oriana Fallaci, sua companheira que se tornaria sua biógrafa.

## Restauração da democracia
Após a restauração da democracia durante o Metapolitefsi, Alexandros Panagoulis foi eleito membro do Parlamento nas eleições de novembro de 1974. Ele também fez uma série de acusações contra políticos tradicionais que, segundo ele, colaboraram aberta ou secretamente com a junta. Ele acabou demitindo-se de seu partido, após disputas com a liderança, mas permaneceu no parlamento como deputado independente. Ele manteve suas acusações, que fez abertamente contra o então Ministro da Defesa Nacional, Evangelos Averoff, e outros. Ele teria recebido pressão política e ameaças contra sua vida para convencê-lo a moderar suas acusações.

## Trabalho poético
Alexandros Panagoulis foi brutalmente torturado durante seu encarceramento pela junta. Muitos acreditam que ele manteve suas faculdades graças à sua vontade, determinação em defender suas crenças, bem como seu senso de humor aguçado. Enquanto estava preso em Bogiati, Panagoulis teria escrito sua poesia nas paredes de sua cela ou em pequenos papéis, muitas vezes usando seu próprio sangue como tinta (conforme contado no poema "The Paint"). Muitos de seus poemas não sobreviveram. No entanto, ele conseguiu contrabandear alguns para amigos enquanto estava na prisão, ou recuperá-los e reescrevê-los mais tarde. Enquanto estava na prisão, sua primeira coleção em italiano intitulada Altri seguiranno: poesie e documenti dal carcere di Boyati (Outros seguirão: Poesia e Documentos da Prisão de Boyati) foi publicada em Palermo em 1972 com a apresentação do político italiano Ferruccio Parri e do diretor de cinema e intelectual italiano Pier Paolo Pasolini. Para esta coleção, Panagoulis recebeu o Prêmio Internacional de Poesia Viareggio (Premio Viareggio Internazionale) no ano seguinte. Após sua libertação, ele publicou sua segunda coleção em Milão sob o título Vi scrivo da un carcere in Grecia (escrevo de uma prisão na Grécia) com uma introdução de Pasolini. Ele já havia publicado várias coleções em grego, incluindo The Paint (I Bogia).

## Morte
Panagoulis morreu em 1º de maio de 1976, aos 36 anos, em um acidente de carro na Avenida Vouliagmenis, em Atenas. Mais precisamente, um carro em alta velocidade com um corintiano chamado Stefas ao volante desviou o carro de Panagoulis e o forçou a bater. O acidente matou Panagoulis quase instantaneamente.
Um memorial para Panagoulis está perto do túmulo de Oriana Fallaci em Cimitero degli Allori, Florença.

## Publicações
- Panagoulis, Alexandros, Poiemata, Athens: Ekdoseis 8 1/2 and Paris (63, Avenue Parmentier: M. Vassilikos, 1971 (em grego)
- Panagoulis, Alexandros, Altri seguiranno: poesie e documenti dal carcere di Boyati (= E outros seguirão: poesia e documentos da prisão de Boyati), Palermo: Flaccovio, 1972 (em italiano)
- Panagoulis, Alexandros, Mes' apo phylakē sas graphō stēn Ellada, Athens: Ekdoseis Papazēsē, ca. 1975 (em grego)
- Panagoulis, Alexandros, et al. (Collectif Change), Police Fiction: gouverner, étant une fiction, Paris: Seghers/Laffont, 1973 (Change series, No 15)
- Panagoulis, Alexandros, Vi scrivo da un carcere in Grecia (= Escrevo para você de uma prisão na Grécia), Milan, Rizzoli, 1974; reimpresso como: Alexandros Panagulis, Vi scrivo da un carcere in Grecia: memorie di un partigiano contro la dittatura dei Colonnelli (Escrevo para você de uma prisão na Grécia: memórias de um guerrilheiro contra a ditadura dos coronéis), Milano: Pgreco, 2017 (em italiano)
- Mardas, Constantinos, Αλέξανδρος Παναγούλης – Πρόβες Θανάτου (= Alexandros Panagoulis – Rehearsal of Death), Athens, 1997. (em grego)
- Panagoulis, Alexandros, Τα ποιήματα (= The Poems), Athens, Παπαζήση (= Papazisi), ca. 2000 (em grego)
- Panagoulis, Alexandros, 'Collected Poems', Athens, Papazissis Publishers, 2002 (em inglês)
- Panagoulis, Alexandros e Serino, Gian Paolo, USA & Getta: Fallaci e Panagulis, storia di un amore al tritolo, Reggio Emilia: Aliberti, 2006 (em italiano)